# 长津湖战役参战部队序列
长津湖战役参战部队序列列出参与长津湖战役的主要部队序列。

## 中国人民志愿军

### 第9兵团
司令员兼政治委员：宋时轮。副司令员：陶勇。参谋长：覃健。政治部主任：谢有法。副参谋长：王彬。
第20军 :366
军长兼政治委员：张翼翔。副军长：廖政国。副政治委员：谭右铭。参谋长：俞炳辉。政治部主任：邱相田。
第58师 :366
第59师 :366
第60师 :366
第89师 :366
第26军 :366
军长：张仁初。政治委员：李耀文。副军长：张铚秀。参谋长：冯鼎三。
第76师 :366
第77师 :366
第78师 :366
第88师 :366
第27军 :366
军长：彭德清。政治委员：刘浩天。副军长：詹大南。副政治委员：曾如清。参谋长：李元。政治部主任：张文碧。
第79师 :366
第80师 :366
第81师 :366
第94师 :366

### 第13兵团
第42军
军长：吴瑞林。政治委员：周彪。 :365
第124师
第125师
第126师

## 联合国军

### 第10军
军长：爱德华·阿尔蒙德。

### 美国海军陆战队
海军陆战队第1师 :367，師長：奧利弗·史密斯
第1陆战团
第5陆战团
第7陆战团
第11陆战团
第1汽车运输营
第1坦克营
第1牵引车营

### 美国陆军
第3步兵师。師長：羅伯特·索爾 :367
第7步兵师 :367，师长：巴大维

### 德赖斯代尔特遣队
第41皇家陆战突击队

### 远东空军
美国第五航空队
第314军用运输机联队
第347军用运输机联队
第21空运中队
第61空运中队
陆战队第33空中大队
陆战队第6侦察机中队
陆战队第152运输机中队
陆战队第212战斗机中队
陆战队第214战斗机中队
陆战队第312战斗机中队
陆战队第323战斗机中队
陆战队第513夜间战斗机中队
陆战队第542全天候战斗机中队
陆战队第2航空控制中队

### 第七舰队
第77特遣舰队
第90特遣舰队

## 韓國國軍
第1军
第3师
首都师
海军陆战队第1团